# Rebeca González
Isabel Rebeca González Casanova (Caracas, Venezuela, 31 de agosto de 1952-Caracas, Venezuela, 29 de octubre de 2019), más conocida como Rebeca González, fue una primera actriz, profesora de actuación y cantante venezolana.

## Biografía
Reconocida por ser protagonista de exitosas producciones dramáticas en la década de 1970. Renny Ottolina fue quien sugirió que fuese conocida artísticamente como Rebeca González y, también, la presentó en la televisión.
Su historia artística comienza el 31 de agosto de 1954, cuando apenas tenía tres años de edad, trabajando para Radio Caracas Televisión y la ya desaparecida cadena (antecesora de Venevisión) Televisa. Comenzó cantando, recitando poemas y versos en el programa Lo de hoy (conducido por Ottolina) y, luego, en el programa Café de la tarde. Debido a su belleza, carisma y precoz talento era llamada “La Shirley Temple venezolana” y, a los cinco años de edad, participó en la película Papalepe (1957).
Durante su niñez y adolescencia Rebeca González trabajó en unitarios como El Padrecito, con Raúl Amundaray, y programas como Los González son así, con Guillermo González y Las aventuras de Robert y Akela, junto al mencionado Guillermo González y Orlando Urdaneta, fue uno de sus trabajos en aquella época.
En 1967 llegó a Venevisión para protagonizar junto a Jorge Félix y Amelia Román La Rival, siendo esta su primera telenovela y el éxito fue tal que (la entonces privada) Cadena Venezolana de Televisión la contrató para que protagonizara El Milagro de Lourdes, junto a Carlos Cámara (padre), y luego realizó junto a José Luis Rodríguez y la actriz peruana Regina Alcóver la serie La Consentida de Papá para ese canal. Para 1972 Venevisión otra vez la llamó y participa en la telenovela de Delia Fiallo María Teresa, con Lupita Ferrer y José Bardina.
En 1973 la escritora cubana Delia Fiallo escribió para ella la telenovela Peregrina y, poco después Una muchacha llamada Milagros junto a José Bardina y José Luis Rodríguez.
En 1975 participó en Mamá, donde compartió la protagonización con Libertad Lamarque y, más tarde, participó en La Otra junto a la mexicana Claudia Islas. Sin embargo, la carrera de Rebeca González pasó a otra etapa en 1976 luego que ella entabló y ganó una demanda judicial por daños y perjuicios en contra de Venevisión (algo totalmente inédito en ese entonces en el medio artístico venezolano) y tras la negativa de esa cadena y RCTV para contratarla por este incidente, su compadre, el entonces presidente de Venezuela Carlos Andrés Pérez, le aconsejó ir a la ya nacionalizada Venezolana de Televisión y, ya contratada, Rebeca participó en varias telenovelas, series y otros programas de corte histórico, entre ellos, Páez, el Centauro del Llano, con Gustavo Rodríguez. En 1979 Rebeca González volvió a trabajar en RCTV con la telenovela La Comadre, junto a Doris Wells y Cecilia Villarreal y, más tarde, la televisora de Puerto Rico WAPA-TV la contrató para que estelarizara con Luis Daniel Rivera, uno de los galanes del momento, La Mentira.
En 1982, luego de tres años de ausencia, regresó a las pantallas venezolanas interpretando a personajes de primera actriz joven en los dramáticos:De su misma sangre (1982) con Tatiana Capote y Carlos Olivier; Cara a Cara (1982) con Loly Sánchez, Gustavo Rodríguez y Franklin Virgüez; Días de Infamia (1983) con Grecia Colmenares, Javier Vidal y Raúl Amundaray y en la serie infantil Inki, cometa radiante con Amílcar Rivero. Para 1985 retornó a la pantalla de Venezolana de Televisión con El Hombre de Hierro, junto a Javier Vidal, Carlota Sosa, Rodolfo Drago y Fina Rojas. Sin embargo, a pesar de este regreso, durante el resto de las décadas de los 80s y 90s su participación en telenovelas se redujo.
Entre 1999 y 2000 interpretó a la villana de la telenovela Muñeca de Trapo, la cual fue transmitida por Venevisión en el 2000. Más tarde realizó un capítulo de la serie Archivos del más allá en RCTV y la película El Caracazo, producida y dirigida por Román Chalbaud. En el año 2010 interpretó el personaje de Rosa Roncayolo en ¡Que el cielo me explique! Producida por RCTV y transmitida por Televen. Por otra parte en 2010 lanzó, junto a los escritores Oceanía Oráa y Carlos Oráa, un disco que muestra 30 poemas dramatizados por la actriz y musicalizados por la agrupación Ensamble Gurrufío.
Fue profesora de actuación en la escuela "El Universo del Espectáculo", dictando cátedra también en seminarios como “El actor en acción” donde impartió conocimientos y herramientas a noveles actrices y actores, sin embargo su labor como docente y actriz mermó en 2015 debido a una dolencia renal.
El 29 de octubre de 2019, mientras permanecía a la espera de un trasplante de riñón, Rebeca González falleció de un paro cardíaco a los sesenta y ocho años de edad.

## Filmografía

### Televisión

#### Telenovelas
- La rival (Venevisión, 1967)
- Corazón de madre (RCTV, 1969) ... Dulcita
- Estación Central (Cadena Venezolana de Televisión, 1971) ... Viviana Vélez
- María Teresa (Venevisión, 1972) ... Annie
- Peregrina (Venevisión, 1973) ... Gisela Mirabal / Miriam Mendoza
- Una muchacha llamada Milagros (Venevisión, 1973) ... Milagros
- La otra (Venevisión, 1973) ... Mariela
- Mamá (Venevisión, 1975)
- Ana Isabel, una niña decente (Venezolana de Televisión, 1976) ... Ana Isabel
- Páez, el Centauro del Llano (Venezolana de Televisión, 1976)
- El regreso (Venezolana de Televisión, 1976)
- Stella (Venezolana de Televisión, 1977) ... Stella
- La Comadre (RCTV, 1979)
- La Mentira (WAPA-TV, 1980)
- De su misma sangre (RCTV, 1982) ... Lourdes
- Cara a cara (RCTV, 1982)
- Días de Infamia (RCTV, 1983)
- El hombre de hierro (Venezolana de Televisión, 1985)
- Muñeca de trapo (Venevisión y Laura Visconti Producciones, 2000) ... Ernestina Montesinos
- Que el cielo me explique (RCTV, 2010) ... Rosa Roncayolo

#### Series y miniseries
- Las aventuras de Rover y Akela (RCTV, 1966) .... Akela
- El Milagro de Lourdes (Cadena Venezolana de Televisión, 1968) .... Bernadette Soubirous
- La consentida de papá (Cadena Venezolana de Televisión, 1971) ... Perlita Pérez
- Boves el Urogallo (Venezolana de Televisión, 1974)
- Inki, cometa radiante (RCTV, 1983)

#### Teleteatros
- El Padrecito (RCTV)
- Los González son así (RCTV)
- La Inocente (RCTV)
- El diario de Ana Frank (RCTV, 1964) .... Ana Frank
- La caída de la Casa Usher (Venezolana de Televisión, 1975)

### Cine
- Papalepe (1957) .... Geraldine Bértola Terol de Palma
- El Caracazo (2005)